# Jordi Fortià Martí
Jordi Fortià Martí   (Flaçà, 16 de setembre de 1955) és un ciclista català, ja retirat, que fou professional entre 1977 i 1981. Va córrer als equips Novostil, Transmallorca-Flavia i Kelme. En el seu palmarès destaca el Trofeu Elola de 1980 i la tercera posició al Campionat d'Espanya de ciclisme en ruta.
Una vegada retirat passà a regentar una botiga de bicicletes a Girona.

## Palmarès
- 1977
  - 3r al Campionat d'Espanya de ciclisme en ruta
- 1980
  - 1r al Trofeu Elola
  - 3r a la Volta de les Tres Províncies
- 1981
  - 3r a la Vuelta a los Valles Mineros

### Resultats a la Volta a Espanya
- 1977. 42è de la classificació general
- 1980. 34è de la classificació general
- 1977. 46è de la classificació general

### Resultats al Tour de França
- 1980. 80è de la classificació general
- 1981. 42è de la classificació general